# Sp Padang
Sp Padang is een bestuurslaag in het regentschap Ogan Komering Ilir van de provincie Zuid-Sumatra, Indonesië. Sp Padang telt 827 inwoners (volkstelling 2010).